# Mirzə Xəzər
Mirzə Xəzər (IPA: [mɪrzæ xæzær]), született Mirzə Kərim oğlu Mikayılov (Göyçay, 1947. november 29. – München, Németország, 2020. január 31.) azeri rádiós újságíró, kiadó és műfordító. Ő fordította le a Bibliát azeri nyelvre.

## Pályafutása
1947. november 29-én született az azerbajdzsáni Göyçay városában. 1973-ben végzett a Baku Állami Egyetem jogi karán. 1973 júliusától 1974 januárjáig ügyvédként dolgozott Sumqayıtban. 1974 júniusában emigrált Izraelbe. Jogi tanfolyamon vett részt a Tel Avivi Egyetemen. 1985 októberében költözött az Egyesült Államokba. 1987 és 2003 között a Szabadság Rádió azerbajdzsáni változatának volt az igazgatója Münchenben, majd Prágában. Rádiós újságíró karrierje során ismertté vált politikai elemzéseivel. Később hosszú ideig Münchenben élt.

## Könyvei
Első könyve Verba volant, scripta manent (A szavak elrepülnek, az írottak megmaradnak) 2013-ban jelent meg Münchenben, Németországban. A Factum est factum (A tények, tények) a második műve. Mindkét kötet online elérhető az interneten.

## Emlékezete
Mirza Khazar neve bekerült a kiemelkedő azerbajdzsáni tudósok és írók közé, az Alisa Nijat által készített és a Bakuban 1999-ben kiadott 100 nagy azerbajdzsáni című könyvbe. 

## Díjai
- Mammed Amin Rasulzade-díj (1990)[7]

## Fordítás
- Ez a szócikk részben vagy egészben  a   Mirza Khazar című angol Wikipédia-szócikk ezen változatának fordításán alapul.  Az eredeti cikk szerkesztőit annak laptörténete sorolja fel. Ez a jelzés csupán a megfogalmazás eredetét és a szerzői jogokat jelzi, nem szolgál a cikkben szereplő információk forrásmegjelöléseként.